# Broederschap van Onze-Lieve-Vrouw van de Zeven Weeën (Brussel)

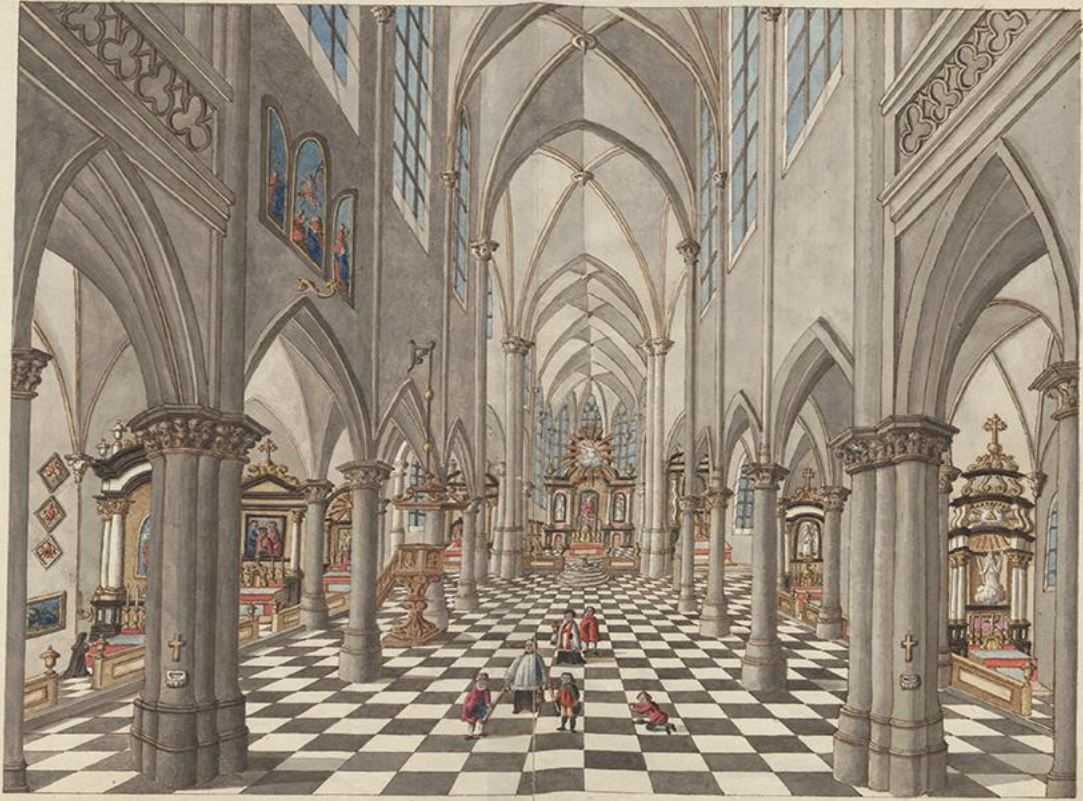
Interieur van de Sint-Gorikskerk, waar de Kapel van Onze-Lieve-Vrouw van de Zeven Weeën was gevestigd.

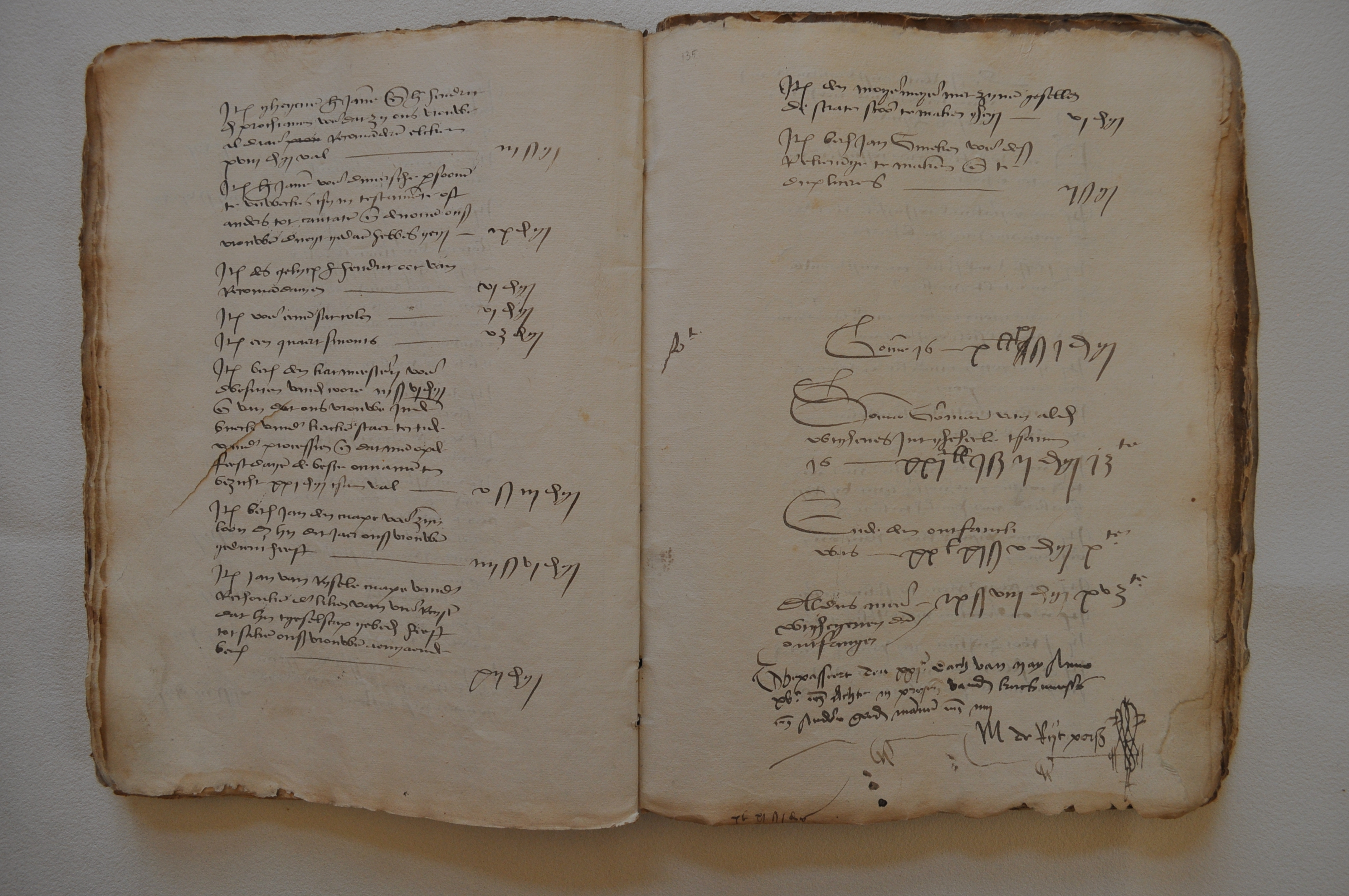
Rekenboek van de broederschap voor de jaren 1499-1516. De opengeslagen bladzijden zijn geschreven door Jan Smeken.

De Broederschap van Onze-Lieve-Vrouw van de Zeven Weeën was een door het hof gepatroneerde broederschap in Brussel die de devotie voor Onze-Lieve-Vrouw van Smarten tot doel had. Het was een open gebedsgemeenschap met vele duizenden leden, van hoge gezagsdragers en geestelijken over kunstenaars tot gewone Brusselaars. Ze verfraaiden hun kapel in de Sint-Gorikskerk met schilderijen en beeldhouwwerken, verspreidden boekjes en prenten, en organiseerden een jaarlijkse processie waarin de Zeven Weeën met tableaux vivants en toneel aanschouwelijk werden gemaakt.

## Geschiedenis
Het waren de leden van de rederijkerskamers De Lelie en De Violette die de broederschap in 1499 oprichtten in de Sint-Gorikskerk. Korte tijd later gingen de kamers samen in 't Mariacranske. Bisschop Hendrik van Bergen verleende het oprichtingscharter van de broederschap op 25 februari 1499 n.s. Onmiddellijk traden hertog Filips de Schone, zijn zus Margaretha van Oostenrijk en tal van hoge edellieden toe. Het Brusselse genootschap, dat openstond voor broeders en zusters, vormde de spil in een netwerk van gelijkaardige initiatieven doorheen de Nederlanden. Voor de landheren was de cultus van Onze-Lieve-Vrouw van de Zeven Weeën een middel om hun gezag te versterken. Door aansluiting te zoeken bij de stedelijke religieuze cultuur wilde de 'Habsburgse theaterstaat' een supraregionale identificatie met hun dynastie stimuleren. Deze staatsvormende politiek werd voortgezet door Maximiliaan van Oostenrijk, keizer Karel V en de aartshertogen Albrecht en Isabella.
De broederschap beschikte over een kapel tegen de noordkant van het koor van de Sint-Gorikskerk. In 1660 namen ze grond van het kerkhof in om een kamer tegen de kapel aan te bouwen. Hoogtepunt van het jaar was de processie die de broederschap organiseerde, tot 1504 op Annunciatie en later de tweede zondag van juli. Vanaf 1508 speelden ze er voor het eerst de Spelen van de Zeven Weeën, een theatercyclus die geconcipieerd was op de populaire Seven Bliscappen van Maria. Behalve het uitschrijven en opvoeren van Mariaspelen behoorde ook het maken van muziekstukken tot de artistieke activiteit van de broeders. Hun mecenaat en patronage bracht voorts een aanzienlijke kunstproductie teweeg.
In de Franse tijd kwam een einde aan het eeuwenoude bestaan van de confrerie. Zilverwerk en andere bezittingen werden in 1794-1797 verkocht als nationaal goed.

## Archief
In het Archief van de Stad Brussel wordt het Liber authenticus (ledenregister) van de broederschap bewaard. Er is ook een rekenboek voor de jaren 1499-1516, een 17e-eeuwse goedereninventaris en stukken van een 18e-eeuws proces met het stadsbestuur. Het Algemeen Rijksarchief bezit een dossier over de laatste jaren van de broederschap.